# Cosmos 21
Kosmos 21 é a designação da NASA para uma nave espacial soviética com uma missão desconhecida. Esta missão foi identificada pela NASA como um teste da tecnologia da  série de sondas espaciais do Programa Venera. Ele pode ter sido uma tentativa de passagem por Vénus, presumivelmente semelhante à missão Cosmos 27, ou pode ter sido desde o início destinado a permanecer em órbita geocêntrica. Em qualquer caso, a nave espacial nunca deixou a órbita terrestre após a inserção do lançador SL-6/A-2-e.
O Kosmos 21 foi lançado às 06:23:35 UTC em 11 de novembro de 1963, no topo do Molniya 8K78, foguete voador, partindo do local 1/5, no Cosmódromo de Baikonur. Seu nome de desenvolvimento original antes de ser dado a denominação Cosmos 21, foi 3MV-1 No. 1.